# Katherine Eleanor Conway
Katherine Eleanor Conway (pseudônimo, Mercedes; Rochester, 6 de setembro de 1853 – Boston, 2 de janeiro de 1927) foi uma jornalista, editora de jornal e poeta americana. Católica devota, ela apoiou ao direito à educação das mulheres, mas se opôs ao sufrágio feminino. Vindo do estado norte-americano de Nova Iorque, Conway trabalhou em vários jornais, entre eles The Pilot, onde atuou como assistente editorial (1890–1905) e editora-chefe/diretora geral (1905–1908), "a primeira e única mulher a ocupar esse cargo, apesar de nunca ter recebido crédito no mastro".
Ela organizou o primeiro círculo de leitura católica em Boston, trabalhando como presidente, e também como presidente da Associação de Imprensa Feminina da Nova Inglaterra. Conway era um membro ativo do Boston Authors' Club e uma leitora de ensaios originais sobre temas religiosos e intelectuais antes de clubes notáveis literários e sociais. Em 1907, ela recebeu a Medalha Laetare da Universidade de Notre Dame.

## Primeiros anos e educação
Katherine Eleanor Conway nasceu em Rochester, em Nova Iorque, no dia 6 de setembro de 1853. Ela era filha de pais celtas, que vieram para os Estados Unidos do oeste da Irlanda. Do lado de sua mãe, vários membros da família tinham sido eclesiásticos proeminentes na Igreja Católica. Havia dois irmãos, incluindo um irmão e uma irmã, Mary Conway, que fundou o Colegio Americano, afiliado à Universidade de Buenos Aires, na Argentina. Vários outros membros da família eram proeminentemente associados ao jornalismo na cidade de Nova Iorque, entre eles o Rev. John Conway, que editou um jornal em Saint Paul, capital de Minnesota. O pai de Conway, um bem-sucedido empreiteiro ferroviário e construtor de pontes, também era ativo na política.
Seus primeiros estudos foram feitos nas escolas do convento de Rochester, em Nova Iorque. Sua infância dos 11 aos 15 anos foram vividos na St. Mary's Academy, em Kenmore, onde seu interesse pela literatura foi reforçada por um talentoso professor de inglês que, cujo valor de 10 dólares, era normalmente pago a um editor pela honra de ter um poema publicado em um jornal. Em suas aspirações, ela foi acompanhada por seu amigo e conselheiro simpático, o bispo Bernard John McQuaid, de Rochester.

## Carreira

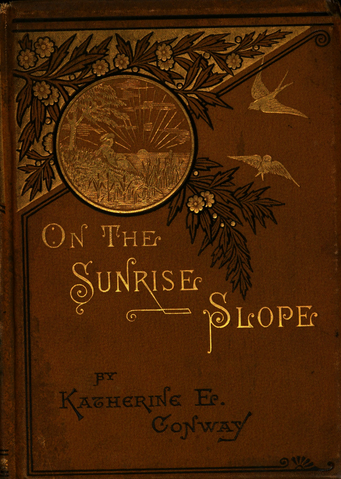
On the Sunrise Slope (1881)

O primeiro trabalho de Conway no jornalismo foi feito em Rochester no peródico Daily Union and Advertiser. Em 1875, ela iniciou seu calendário mensal católico, contribuindo com poemas e contos morais sob o pseudônimo de "Mercedes" para outros jornais católicos nas horas vagas depois de editá-lo mensalmente, e ensinando no convento. Ela editou no West End Journal, um jornal religioso mensal, por cinco anos. Conway trabalhou como como copidesque da Catholic Union and Times de Buffalo de 1880 a 1883. Naquele ano, ela foi convidada a visitar Boston para se recuperar de uma doença. Lá, ela conheceu o editor que lhe deu o primeiro reconhecimento por seus poemas pagando com um cheque, John Boyle O'Reilly. Depois que uma vaga oportuna ocorreu com a equipe do The Pilot, O'Reilly a ofereceu a Conway, que aceitou e começou seu novo emprego no outono de 1883. Além de um salário liberal, as oportunidades de trabalho literário externo eram frequentemente colocadas na direção de Conway por O'Reilly. Dois anos antes dessa mudança, em 1881, Conway reunira seus poemas em um volume, publicado com o título On the Sunrise Slope. Conway também editou a coleção de Clara Erskine Clement Waters, chamada Christian Symbols and Stories of the Saints as Illustrated in Art.
Conway organizou o primeiro círculo de leitura católica em Boston, do qual foi presidente, e exerceu a função de presidente da Associação de Imprensa Feminina da Nova Inglaterra. Na primavera de 1891, Conway foi convidada a apresentar perante o Conselho da Mulher em Washington, DC, seu artigo sobre "The Literature of Moral Loveliness". Ela foi a primeira católica que compareceu perante a União Educacional e Industrial Feminina de Boston para falar sobre um tema religioso. Também durante esse ano, ela leu antes dos papéis do Women's Press Club sobre "Alguns obstáculos ao sucesso das mulheres no jornalismo", "Jornalismo pessoal" e "On Magnifying Mine Office", uma sátira. Seus poemas apareceram em The Providence Journal e Life, com artigos de tendência literária nos periódicos católicos e seculares. Conway foi eleita presidente do departamento de imprensa da Associação Isabella, em conexão com a Exposição Mundial da Colômbia em Chicago. Ela atuou como assistente editorial do The Pilot, sob a direção de James Jeffrey Roche, editor-chefe; ela era um membro ativo do Boston Authors' Club, e uma leitora de ensaios originais sobre temas religiosos e intelectuais antes de proeminentes clubes literários e sociais. Conway, que sofria de problemas crônicos de saúde, apoiou a educação das mulheres, mas se opôs ao sufrágio.
Ela morreu em Boston em 2 de janeiro de 1927.

## Obras publicadas

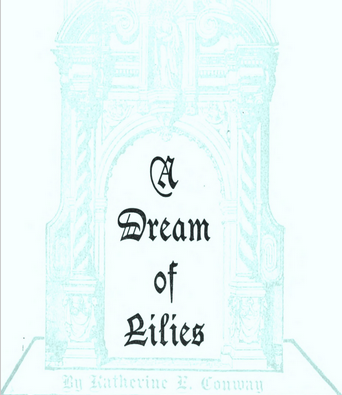
A Dream of Lilies (1893)

- Watchwords From John Boyle O'Reilly, Edited and With Estimate (em inglês)
- Bettering Ourselves, containing the earlier numbers of the "Family Sitting-Room Series" (em inglês)
- On the sunrise slope, 1881 (em inglês)
- The Good Shepherd in Boston, 1892 (em inglês)
- A dream of lilies, 1893 (em inglês)
- Making friends and keeping them, 1895 (em inglês)
- New footsteps in well-trodden ways, 1899 (em inglês)
- The Way of the World and Other Ways, 1900 (em inglês)
- Lalor's maples, 1901 (em inglês)
- Questions of Honor in the Christian Life, 1903 (em inglês)
- The Christian gentlewoman and the social apostolate, 1904 (em inglês)
- Charles Francis Donnelly : a memoir, with an account of the hearings on a bill for the inspection of private schools in Massachusetts in 1888-1889, 1909 (em inglês)
- The story of a beautiful childhood, 1909 (em inglês)
- The woman who never did wrong : and other stories, 1909 (em inglês)
- A lady and her letters, 1910 (em inglês)
- The color of life; a selection from the poems of Katherine E. Conway, 1927 (em inglês)

## Honrarias
- 1907, Medalha Laetare, Universidade de Notre Dame[2]
- 1912, Cruz de Honra, Pro Ecclesia et Pontifice (para Igreja e Papa), Papa Pio X[2]